# Wachtendonk
Wachtendonk är en kommun i västra delen av den tyska delstaten Nordrhein-Westfalen. Kommunen har cirka 8 000 invånare, på en yta av 48 kvadratkilometer, och är en del av storstadsområdet Rheinschiene.
I de äldre delarna av centralorten finns flera kulturminnesmärkta hus.

## Galleri

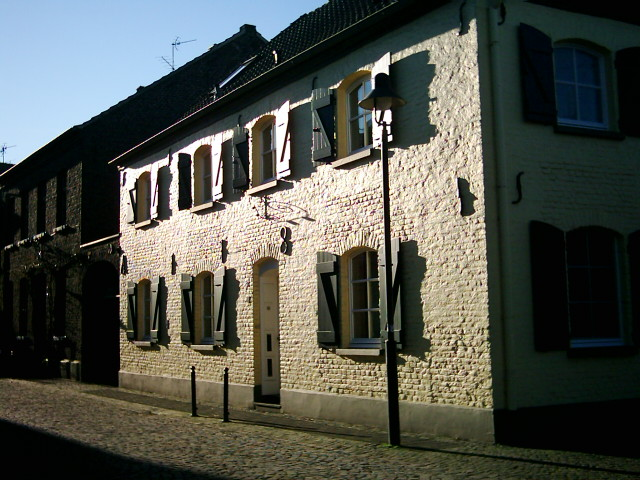
Hus längs Feldstrasse.
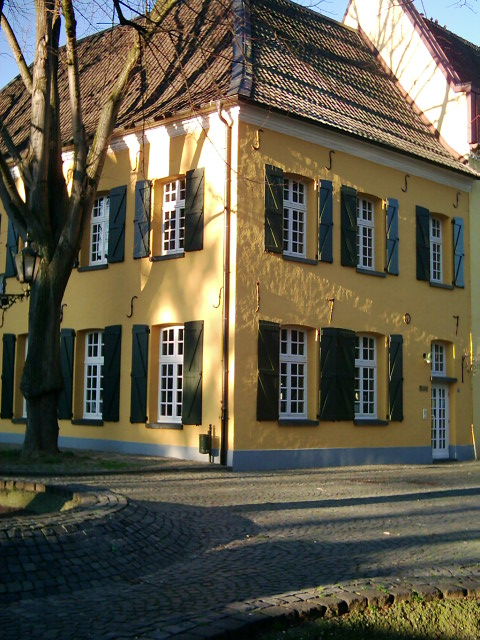
Thal Josaphat, ett gammalt kloster.